# François Falc'hun
Le chanoine François Falc'hun (né et mort à Bourg-Blanc, 1909-1991) est un linguiste et phonéticien breton, et un prêtre catholique (nommé en 1933 et fait chanoine honoraire en décembre 1949). Professeur d'Université, d'abord à Rennes, puis à Brest, il est l'auteur de nombreux ouvrages sur la langue bretonne.

## Biographie[1]

### Une vocation de celtisant
Né le 20 avril 1909 à Bourg-Blanc (à côté de Brest) dans une famille paysanne, fils de Yves Marie Falc'hun (1869-1938) et Marie-Yvonne Tournellec (1876-1960), François Falc’hun effectue sa scolarité à Bourg-Blanc puis à Plabennec avant d'entrer au collège Saint-François à Lesneven en 1921. Scolarisé en français, il écrit « Le breton a été la seule langue que j’ai parlée et comprise jusqu’à 8 ou 9 ans, […] je n’ai jamais cessé de la pratiquer et il ne s’est guère passé d’année où elle ne soit redevenue ma langue la plus usuelle durant une période variant de quatre à douze semaines. J’en ai commencé l’étude raisonnée dès l’âge de quinze ans, au collège de Lesneven, sous la direction du chanoine Batany, auteur d’une thèse sur Luzel, à qui je dois sans doute ma vocation de celtisant. »
En 1932, Falc’hun retrouve le chemin du collège de Lesneven, comme professeur cette fois, mais pour un mois seulement car, atteint d’une fragilité aux poumons, les médecins lui recommandent de quitter la Bretagne dont le climat ne lui convient pas. Il effectue un long séjour dans le sanatorium du clergé à Thorenc, près de Nice. C'est à Nice d'ailleurs qu'il sera ordonné prêtre en juin 1933.

### Une formation de linguiste et de phonéticien
Gagnant Yerres en région parisienne où il devient chapelain, il prépare une licence de lettres classiques à l’Institut catholique de Paris, qu'il obtient en 1937. Il suit les cours de moyen-irlandais que Joseph Vendryes donne à l’École pratique des hautes études, ceux de moyen-gallois donnés par Marie-Louise Sjoestedt-Jonval, puis les cours de phonologie d’André Martinet. Il suit également les cours de linguistique d’Émile Benveniste au Collège de France et enfin les cours de dialectologie d’Albert Dauzat.
Dans le cadre du certificat de phonétique qu'il prépare à l’Institut de phonétique de Paris, il rédige un mémoire sur les mutations consonantiques du breton. Mme Sjœstedt-Jonval l’incite à en tirer un article pour la revue Études celtiques, qui paraît en décembre 1938.

### Rencontre avec Pierre Le Roux
Au début de l’année 1939, Falc'hun est recommandé par ses professeurs de celtique à Georges Henri Rivière. Directeur du Musée national des arts et traditions populaires (MNATP) à Paris, il cherche un spécialiste pour accompagner la musicologue Claudie Marcel-Dubois sur le terrain bas-breton. Le MNATP, créé deux ans plus tôt, organise en effet sa première mission de folklore musical. Falc'hun est chargé de préparer et de prendre en charge le volet linguistique de la mission, puis de transcrire et traduire les textes des chants enregistrés sur le terrain avec Claudie Marcel-Dubois.
Pour se préparer à cet exercice nouveau pour lui, Rivière lui conseille de prendre contact avec l’auteur de l’Atlas linguistique de la Basse-Bretagne, Pierre Le Roux, professeur de celtique à la Faculté des lettres de Rennes, pour qu’il lui fasse profiter de son expérience de dialectologue. C’est à cette occasion que P. Le Roux parle, pour la première fois, de sa succession à la chaire de celtique à l'université de Rennes à François Falc'hun. Ce dernier le remplacera en octobre 1945, comme chargé de cours tout d'abord, puis comme titulaire de la chaire de celtique à la rentrée universitaire de 1951.

### François Falc'hun et le Bleun-Brug
Les évêques de Bretagne choisissent en 1956 le chanoine François Falc'hun pour succéder au chanoine Visant Favé comme aumônier  général du Bleun-Brug. « D'une compétence incontestable en matière bretonne, mais trop intellectuel, il n'arrivera pas à s'imposer, surtout auprès des trégorrois » qui contestaient l'orthographe skolveurieg couramment utilisée par le Bleun-Brug. Le chanoine Falc'hun démissionnera de la direction du Bleun-Brug en 1959 et sera remplacé par le chanoine Mevellec. "Les cahiers du Bleun-Brug" qu'il avait créés en 1957 comme revue trimestrielle de réflexion doctrinale pour compléter "Bleun-Brug", le bulletin officiel du mouvement, ne survivront pas à son départ du mouvement.

### Une fin de carrière à Brest
En octobre 1967, Falc'hun demande le transfert de sa chaire à l’université de Brest. Il y enseigne jusqu’à sa retraite, qu'il prend en octobre 1978. Il décède à Brest le 13 janvier 1991.
Bourg-Blanc, où il s'est retiré, honore sa mémoire en nommant une de ses rues "Chanoine Falc’hun". Quant à la ville de Quimper, elle a nommé une de ses voies "Allée François Falc’hun".

## Apport scientifique

### Ses deux thèses
En 1941, Falc'hun se lance dans la préparation d'une thèse sur les mutations consonantiques initiales en breton. En septembre 1944, Pierre Fouché, directeur de l’Institut de phonétique de Paris, la juge irrecevable parce qu’elle repose sur « une théorie à base physique et physiologique qui heurtait de front les idées alors régnantes en France ». Lucien Wolff, doyen de la Faculté des lettres de Rennes, conseille à Falc’hun de la soutenir à Rennes. Falc'hun reprend alors ses travaux, mais les résume pour en faire une thèse secondaire tandis qu'il prépare sa thèse principale sur l’histoire de la langue bretonne d’après la géographie linguistique.
Il soutient les deux thèses à Rennes en mars 1951. En 1954, la thèse principale obtient le prix Volney de l’Institut et est éditée. Elle est rééditée en 1963 avec d’importantes additions, puis en 1981, avec 107 pages de nouveaux ajouts. La thèse secondaire, qui concerne le système consonantique du breton avec une étude comparative de phonétique expérimentale, est publiée en 1951, puis partiellement rééditée en 2005 sous le titre Études sur la langue bretonne : système consonantique, mutations et accentuation.

### Origine de la langue bretonne
F. Falc’hun voit dans la langue bretonne « un mélange de gaulois armoricain et de brittonique insulaire au pourcentage variable selon les régions ». Ainsi selon lui, « le breton descendrait du gaulois influencé par du grec » et non du brittonique. « Je suis persuadé, écrit-il encore, que le dialecte vannetais, surtout au sud du Blavet, est une survivance gauloise peu influencée par l’apport breton et les autres dialectes, un gaulois simplement plus marqué par la langue des immigrés d’origine insulaire ». La thèse de Falc'hun était contraire à celle de Joseph Loth et de Léon Fleuriot. Cela dit, Fleuriot s'y rallia finalement à la fin de sa vie, considérant que le gaulois n'était pas éteint en Armorique quand les Bretons vinrent s'y installer.

### Réformes orthographiques
L'orthographe du breton, autrement dit sa normalisation, n'est pas une question nouvelle, loin de là. Comme d'autres avant lui et de même que d'autres personnalités de son époque, Falc'hun va tenter d'y répondre dans le cadre, notamment, de la réforme engagée en 1951 par le ministère de l'Éducation nationale.
Le système élaboré par Falc'hun est appelé skolveurieg (universitaire). Se basant sur les phonèmes de la langue bretonne, il ne reprend pas le /zh/, adopté dans l'orthographe dite peurunvan (unifiée) élaborée entre 1911 et 1941. Quant au /c'h/, introduit en breton au XVIIe siècle, Falc'hun ne l'a pas complètement supprimé : il distingue entre les deux phonèmes /h/ et /c'h/, qui forment une paire corrélative, /h/ étant la consonne douce, de très loin la plus fréquente, et /c'h/, la consonne forte corrélative correspondante, d'un emploi bien plus rare, mais qui reste présent le cas échéant, mais cela introduisit une confusion avec les /h/ étymologiques, qui peuvent être muets.
Bien qu'approuvé par le ministère de l’Éducation nationale le 16 juin 1955, le skolveurieg n’a pas fait l’unanimité et a été l’origine de nombreuses querelles, tant sur le plan linguistique que sur le plan politique. Il s'est vu désigné par le sobriquet de « falhuneg » (tandis que ses adeptes utilisent – dans un but pareillement contempteur – le terme « hemoneg » pour désigner l'orthographe rivale).  La question, ou querelle orthographique, fait que Falc'hun, quoique ayant préfacé un ouvrage favorable à l'abbé Yann-Vari Perrot, devint la bête noire des bretonnants nationalistes. Selon Françoise Morvan, il aurait eu à subir « des campagnes de harcèlement téléphonique » (Le Monde comme si, p. 132).

Le skolveurieg n'est plus en usage dans l'édition depuis la mise en faillite en 2015 de l'unique éditeur qui l'utilisait, l'Entente culturelle bretonne, Emgleo Breiz, laquelle regroupait plusieurs petites associations, dont celle de la revue littéraire Brud Nevez. Celle-ci n'a pu maintenir sa parution que jusqu'à 2019.

### Publications
- La langue bretonne et la linguistique moderne. Problèmes de phonétique indo-européenne (celtique, germanique (lois de Grimm & de Verner), grecque, latine, romane, etc.) ; P., Librairie celtique (Tiré à part des : Conférences universitaires de Bretagne), 1943, 64pp.
- Les noms bretons de saint Yves ; Rennes, Imprim. Oberthur (tiré à part des Annales de Bretagne), 1943, 18pp (Yves voudrait donc dire « fils d'Esus », « de la race d'Esus », et nous aurions là un nom gaulois réintroduit en France par les Bretons émigrés de Grande-Bretagne. C'est la mythologie celtique qui aurait fourni son nom au saint le plus populaire de la Bretagne armoricaine).
- Le système consonantique du breton avec une étude comparative de phonétique expérimentale - Thèse présentée à la faculté des Lettres de l'université de Rennes, imp. Réunies, imp. Plihon, 1951
- La langue bretonne et l'enseignement (avec Pierre Trépos) ; rapports présentés à la journée culturelle bretonne (Rennes) le 26 avril 1952. Sans lieu, ni date, 1 fasc. multigraphié de 31pp
- Préface de l'ouvrage "L'abbé Jean-Marie Perrot", du chanoine Henri Poisson, Rennes, éd. Plihon (1955).
- Notice biographique de Joseph Ollivier en complément du travail de Bernard Daniel, Inventaire des manuscrits légués par Joseph Ollivier à la Bibliothèque municipale de Rennes. In: Annales de Bretagne. Tome 64, numéro 4, 1957. p. 475-504.
- Un texte breton inédit de Dom Michel Le Nobletz (extrait des Annales de Bretagne). Rennes, imprimerieS réunies, 1958.
- Celtique continental et celtique insulaire en breton ; Rennes, 1963.
- Les langues pré-bretonnes en Armorique ; Rennes, Impr. bretonne, (1963), 17pp (tiré à part des Mémoires de la Société d'histoire et d'archéologie de Bretagne, tome XLIII).
- Histoire de la Langue bretonne d'après la géographie linguistique - T. I : Texte - T. II : figures Paris, P.U.F. -1963
- Les noms de lieux celtiques. Première série : vallées et plaines. Rennes, Éditions armoricaines, 1966, Deuxième série : Problèmes de doctrine et de méthode - noms de hauteur. Rennes, Éditions Armoricaines, 1970
  - Deuxième édition, revue et considérablement augmentée.  Genève, Slatkine, 1982 (avec Bernard Tanguy).
- Les noms de lieux celtiques. Deuxième série : Problèmes de doctrine et de méthode - noms de hauteur ; Rennes, Éditions armoricaines (Publ. Crbc, I), 1970, 207pp.
- Les raisons d'une abstention (brochure hors commerce). (Rennes, chez l'Auteur). 1971. 32pp (sur les attaques de Paul Quentel, soutenu par P. Vendryès, à qui P. Trépos (soutenu par le P.C. & Ar Falz) fut préféré comme assistant de celtique).
- Préface à l'ouvrage de Bernard Tanguy : Aux origines du nationalisme breton (2 vol.), P., 10-18, 1977.
- Les noms de lieux celtiques. 3e série : Nouvelle Méthode de Recherche en Toponymie Celtique 1979 (avec Bernard Tanguy).
- Perspectives nouvelles sur l'histoire de la langue bretonne ; P., troisième édition, copyright : Presses Universitaires de France, 1963 et Union Générale d'Édition, 1981 (année du dépôt légal). Réédition de la thèse de doctorat Histoire de la langue bretonne d'après la géographie linguistique (Rennes, 3 mars 1951, ronéotée), avec des compléments déjà parus dans la 2e édition (Presses universitaires de France, 1963) et de nouveaux compléments.
- Les archives de la Mission de folklore musical en Basse-Bretagne de 1939 du Musée national des arts et traditions populaires, par Claudie Marcel-Dubois et François Falc'hun assistés de Jeannine Auboyer, éditées et présentées par Marie-Barbara Le Gonidec, Paris-Rennes, CTHS-Dastum, 440 p. avec DVD, 2009.

### Archives
- La Bibliothèque Yves-Le Gallo[12] du Centre de recherche bretonne et celtique (CRBC) de l'Université de Bretagne occidentale a acquis en 1993 près de 400 ouvrages de la bibliothèque de François Falc'hun. Ils concernent principalement la linguistique et la langue bretonne. Un fonds d'archives manuscrites y est également a également été déposé : son inventaire est consultable en ligne[13]. D'autres archives de François Falc'hun se trouvent aux Archives de l’évêché de Quimper.